# Farmana
Farmana Khas ou Daksh Khera est un site archéologique situé dans le bloc Meham du district de Rohtak, dans le nord de l'État indien de l'Haryana, réparti sur 18,5 hectares. Il est situé près du village de Farmana Khas, à environ 15 kilomètres de l'autoroute Rohtak-Hissar et à 60 kilomètres de Delhi. Il est particulièrement important pour son site funéraire, avec 70 sépultures, de la période harappéenne mature (2500-2000 BC). Il est fouillé depuis 2006,,.

## Fouilles
Ce site a été fouillé sous la direction de Vasant Shinde du Deccan College Post Graduate and Research Institute, Pune. Le projet a été financé par l'Institut de recherche pour l'humanité et la nature de Kyoto, qui a également fourni une expertise technique. L'Université Maharshi Dayanand, Rohtak and Deccan College Post Graduate and Research Institute, Pune sous l'égide de l'Archaeological Survey of India (ASI) sont les partenaires indiens du projet,.

## Architecture et culture matérielle
Le site est divisé en deux zones, une pour les vivants et une pour les morts, séparées par une distance de 1 km. Les découvertes ont été faites dans des terres plates et intensément cultivées. Le site d'habitation s'étend sur 18,5 hectares. Les fouilles ont révélé une route bien tracée avec des maisons de chaque côté.

### Complexe de 26 chambres
Le site compte quatre complexes et jusqu'à présent un complexe a été fouillé qui compte 26 chambres, 3 à 4 cuisines, un nombre égal de salles de bains et une cour au centre. Des jouets en terre cuite, un sifflet, des roues et des sceaux, des bracelets en cuivre, un petit ornement en or et une grande quantité de poterie ont été récupérés.

### 70 sépultures
Le cimetière de Farmana a révélé jusqu'à présent 70 sépultures et a été attribué à la période mature (2500-2000 av. J.-C.), tandis que le site funéraire de Sanauli, dans le district de Baghpat de l'Uttar Pradesh, qui a révélé 116 tombes, appartient à une étape ultérieure de la culture harappéenne. La plupart des tombes sont orientées nord-ouest-sud-est, bien que certaines soient également orientées nord-sud et nord-est-sud-ouest. Parmi eux, le squelette d'une femme d'âge moyen, qui avait trois bracelets en coquillage, deux bracelets en cuivre, des boucles d'oreilles en cuivre, des perles et des ornements aux pieds, indiquant son statut de riche. Un des squelettes provient de Khethri, Rajastan. Des bracelets et des perles fabriqués à partir de conques du Gujarat ont également été trouvés sur ce site.

## Essais scientifiques
Vasant Shinde a annoncé en mars 2009 son intention de mener des tests scientifiques sur les restes squelettiques, la poterie et les preuves botaniques trouvées sur le site, y compris des tests ADN sur les os pour tenter d'établir les origines des Harappéiens et des analyses d'oligo-éléments pour aider à comprendre leur alimentation,. Cependant, l'extraction d'ADN de ces squelettes n'a pas réussi, car ils ont été contaminés en raison d'une longue exposition et d'inondations.
Des dents vieilles de quatre mille ans provenant de restes squelettiques des cimetières de Harappa et de Farmana ont été examinées. Les émaux dentaires humains ont été comparés et une analyse chimique de l'eau, de la faune et des roches de l'époque en utilisant le rapport de la ration de plomb et de strontium a été effectuée. Les différences dans les premières molaires et les tardives indiquent que les habitants des villes de la vallée de l'Indus ont migré de la campagne vers les zones urbaines.
L'équipe prévoit également d'effectuer des tests de carottage dans les lacs autour du site de Farmana pour déterminer les conditions climatiques qui prévalaient à l'époque de la civilisation harappéenne et déterminer si le déclin de la culture a suivi un changement climatique catastrophique.

## Utilisation des plantes et pratiques alimentaires
L'étude des grains d'amidon, qui sont des microfossiles végétaux, obtenus à partir du stockage et de la cuisson dans des récipients en céramique, d'outils en pierre ainsi que du tartre dentaire des sépultures, a mis en lumière l'utilisation des plantes dans la civilisation de la vallée de l'Indus. L'utilisation de blé, d'orge, de millet, de lentilles, d'ail dont les graines ont été trouvées et l'utilisation de Macrotyloma uniflorum, d'aubergine, de mangue, de gingembre, de curcuma, de carex dont les graines n'ont pas été trouvées, a été confirmée,.
La présence de gingembre cuit et de grains d'amidon de curcuma dans des pots en céramique et des dents de squelettes dans les lieux de sépulture fait de Farmana la première civilisation à utiliser des épices pour cuisiner,.

## Voir Aussi
- Liste des sites de la civilisation de la vallée de l'Indus

- (en) Cet article est partiellement ou en totalité issu de l’article de Wikipédia en anglais intitulé « Farmana » (voir la liste des auteurs).